# Адре
Адре (фр. Adré) — город в Чаде, расположен в провинции Ваддай.

## История
В 2005 году в городе были ожесточённые бои между повстанцами и правительственными войсками.

## Географическое положение
Адре расположен на границе с Суданом. Высота центра НП над уровнем моря составляет 795 метров.

## Климат
| Показатель              | Янв. | Фев. | Март | Апр. | Май  | Июнь | Июль  | Авг.  | Сен. | Окт. | Нояб. | Дек. | Год   |
| ----------------------- | ---- | ---- | ---- | ---- | ---- | ---- | ----- | ----- | ---- | ---- | ----- | ---- | ----- |
| Средняя температура, °C | 21,9 | 24,1 | 27,1 | 29,4 | 30,3 | 29,4 | 27,0  | 25,8  | 26,8 | 27,0 | 24,4  | 22,2 | 26,3  |
| Норма осадков, мм       | 0,0  | 0,0  | 0,6  | 5,0  | 17,3 | 46,1 | 162,6 | 209,1 | 76,3 | 10,6 | 0,0   | 0,0  | 527,6 |
| Источник:               |      |      |      |      |      |      |       |       |      |      |       |      |       |

## Демография
Население города по годам:
| 1993  | 2010   |
| ----- | ------ |
| 8 783 | 13 108 |